# Vladislav Dvorjetski
Vladislav Vatslavovitch Dvorjetski (en russe : Владисла́в Ва́цлавович Дворже́цкий), né le 26 avril 1939 à Omsk et mort le 28 mai 1978  à Gomel, est un acteur soviétique.

## Biographie
Fils de l'acteur Wacław Dworzecki et de son épouse Taïssia Ray - une ballerine, Vladislav Dvorjetski naît à Omsk.
Il étudie à la faculté de médecine d'Omsk en 1956-1959. En 1959-1961, il sert dans un détachement militaire à Sakhaline comme chef paramédical. Puis, il retourne à Omsk.
En 1964-1967, il étudie au studio du théâtre de la jeunesse d'Omsk. Diplômé du studio, il se produit au Théâtre dramatique d'Omsk, principalement dans des petits rôles.
En 1968, il est repéré pour le casting du film de Samson Samsonov Tous les soirs à onze heures, mais il ne sera pas retenu. Quelques mois plus tard, Alexandre Alov et Vladimir Naoumov, qui commencent à tourner La Fuite  d'après le roman de Mikhaïl Boulgakov, tombent sur les photographies de Dworzecki restées dans le catalogue des studios Mosfilm. Le visage de l'acteur leur semble intéressant et ils le choisissent pour le rôle du général Khloudov.
Vladislav Dvorjetski a joué dans 18 films entre 1970 et 1978. Il a reçu le prix national Taras Chevtchenko pour sa performance dans le film Jusqu'à la dernière minute (1973) de Valeri Issakov en 1975.
Décédé à l'âge de 39 ans d'une crise cardiaque le 28 mai 1978 lors d'une tournée à Gomel, l'acteur est inhumé au cimetière de Kountsevo.

## Filmographie
- 1970 : La Fuite (Бег) d'Alexandre Alov et Vladimir Naoumov d'après le roman de Mikhaïl Boulgakov : le général Khloudov
- 1970 : Le Retour de saint Luc (Возвращение «Святого Луки») : Mikhaïl Ivanovitch Karabanov
- 1971 : Nous n'avons pas le temps d'attendre (Нам некогда ждать) : Orlov
- 1972 : Solaris d'Andreï Tarkovski : le pilote Henri Berton
- 1973 : Point de non retour (Возврата нет) : Nikolaï Yakovlevitch Nikitine, combattant au front, président de kolkhoze, mari de Kachirina
- 1973 : Défaillances de mémoire (Зарубки на память) : Petria Radoukan
- 1973 : Jusqu'à la dernière minute (До последней минуты) : Yaroslav Alexandrovitch Galan, homme de lettres
- 1973 : Il y a le ciel derrière les nuages (За облаками : небо) : Sergueï Roudnev
- 1973 : La Terre de Sannikov (Земля Санникова), d'après le roman de Vladimir Obroutchev : Alexandre Petrovitch Iline
- 1973 : Le Livre ouvert (Открытая книга) : Dmitri Dmitrievitch Lvov
- 1973 : Le Jardin (Сад) , court-métrage : le visiteur
- 1974 : La Seule façon (Единственная дорога) : Walter Holz
- 1975 : Capitaine Nemo, d'après Vingt mille lieues sous les mers de Jules Verne : le capitaine Nemo
- 1975 : Là-bas, au-delà de l'horizon (Там, за горизонтом) : Sergueï Roudnev
- 1976 : La Légende de Till, d'après Till l'Espiègle : le roi Philippe II
- 1977 : Ioulia Vrevskaïa : l'empereur Alexandre II
- 1977 : Rencontre sur un lointain méridien (Встреча на далёком меридиане) : Nick Rennet, physicien américain
- 1978 : Les Camarades d'école (Однокашники) : Nikolaï Vassilievitch Lobanov